# 사라오름
사라오름은 대한민국 제주특별자치도 서귀포시 남원읍 신례리에 있는 오름이다. 2011년 10월 13일 대한민국의 명승 제83호로 지정되었다.

## 개요
사라오름은 한라산 동북사면 성판악 등산로 근처에 있으며, 오름 정상부에 둘레 약 250m의 분화구에 물이 고여 습원을 이루는 산정호수로서 오름 중 가장 높은 곳에 있다.
분화구 내에는 노루떼들이 모여 살면서 한가롭게 풀을 뜯어 먹거나 호수에 물을 마시면서 뛰어노는 모습을 볼 수 있는 곳으로 오름에서 바라보는 한라산 정상과 다양한 경관이 아름다워 조망지점으로서의 가치가 있는 명승지이다.

## 사진

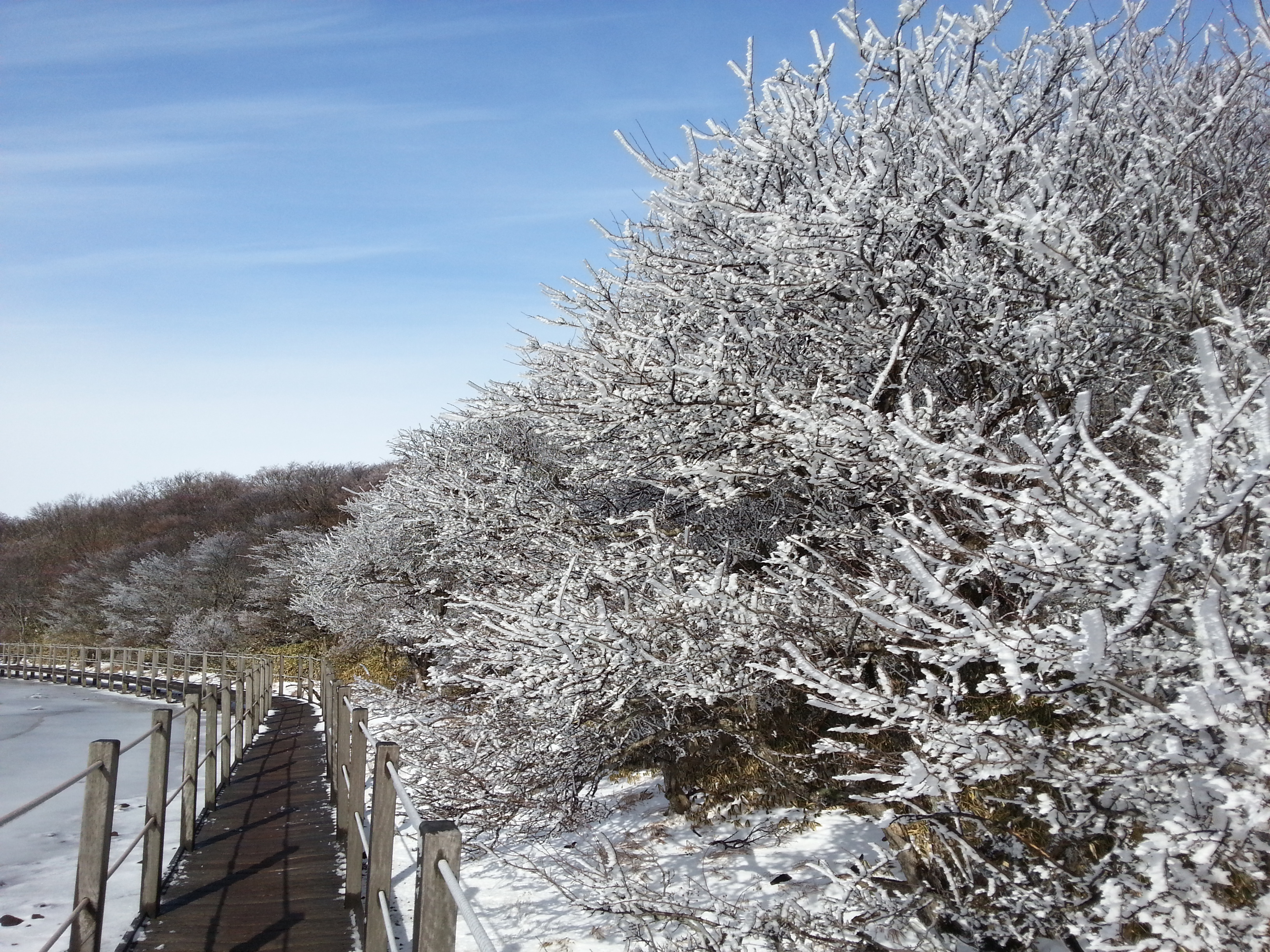
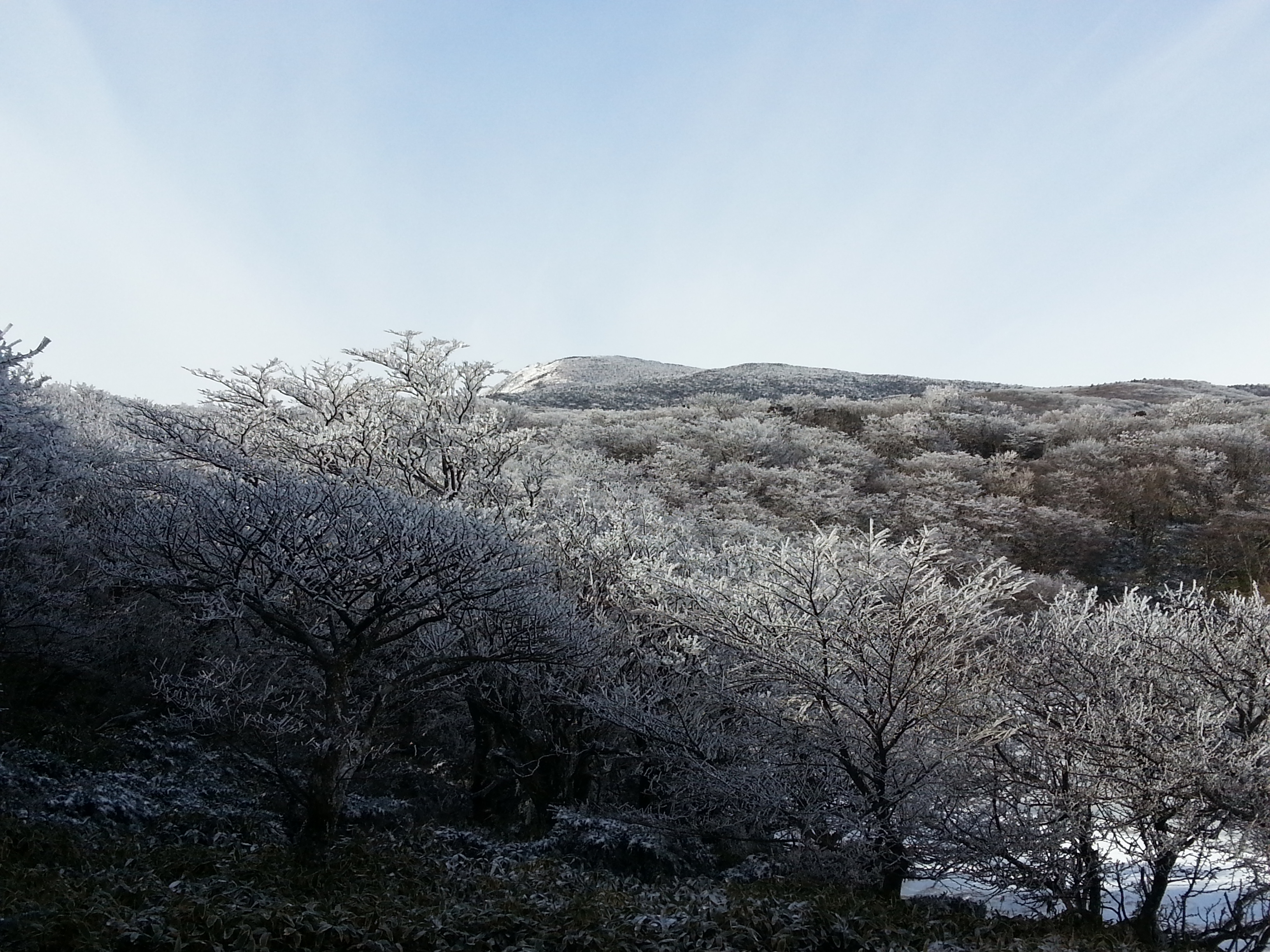

## 같이 보기
- 오름

## 참고 자료
- 사라오름 - 국가유산청 국가유산포털